# Peter Groh (Rennfahrer)
Peter Groh (* im 20. Jahrhundert) ist ein ehemaliger deutscher Automobilrennfahrer.

## Karriere
Peter Groh begann Ende der 1960er Jahre im Tourenwagensport mit einem NSU 1000 TTS seine Motorsportlaufbahn.
1971 fuhr er mit einem Lola 23B in verschiedenen Nicht-Meisterschaftsrennen, bevor er ab 1972 mit einem Chevron B8 in der Interserie und Nicht-Meisterschaftsrennen startete. 1973 erreichte er beim Nicht-Meisterschaftsrennen in Sembach den dritten Rang in der SRP+2.0-Klasse.
Nach einer Pause stieg er 1979 mit einem Lola T390 in der 2. Division der Interserie ein. Dort erzielte er zusammen mit Roland Binder beim 1000-km-Rennen auf dem Nürburgring mit dem sechsten Platz seine beste Platzierung bei einem Interserien-Rennen. In der Interserien-Saison-Wertung erreichte er den neunten Platz.
Da das 1000-km-Rennen auf dem Nürburgring 1979 gleichzeitig in der Sportwagen-Weltmeisterschaft und in der Interserie gewertet wurde, fuhr Groh dort somit sein erstes und einziges Weltmeisterschaftsrennen. Zusammen mit Binder erreichte er den 12. Platz und gleichzeitig den S 2.0-Klassensieg.
1980 ging er mit einem VW Scirocco noch einmal bei einem Nicht-Meisterschaftsrennen in Zolder an den Start und fuhr auf den 19. Platz. Danach beendete er seine Motorsportkarriere.

## Statistik

### 1000-km-Rennen auf dem Nürburgring-Ergebnisse
| Jahr | Team       | Fahrzeug  | Teamkollege   | Platzierung             | Ausfallgrund |
| ---- | ---------- | --------- | ------------- | ----------------------- | ------------ |
| 1979 | Peter Groh | Lola T390 | Roland Binder | Rang 12 und Klassensieg |              |